# Кампучийско-вьетнамский конфликт
Кампучийско-вьетнамский конфликт (кхмер. សង្គ្រាមកម្ពុជា-វៀតណាម, вьет. Chien dịch phản công biên giới Tây) — вооружённый конфликт с участием управляемой режимом Пол Пота Демократической Кампучии и Социалистической Республики Вьетнам, продолжавшийся с 1975 по 1989 год. Конфликт состоял из двух этапов — пограничная война между странами (1975—1978) и гражданская война в Кампучии при активном участии вьетнамской армии (1979—1989).

## Пограничная война
Исторически Камбоджа и Вьетнам враждовали друг с другом, но более важными были противоречия, возникшие между руководством Северного Вьетнама и «красных кхмеров» в начале 1970-х годов. Поначалу северовьетнамская армия принимала активное участие в камбоджийской гражданской войне на стороне «красных кхмеров», однако обнаружившиеся глубокие разногласия между союзниками привели к тому, что в 1972—1973 годах Северный Вьетнам снял свои войска с линии фронта.
В апреле 1975 года «красные кхмеры» взяли Пномпень, тем самым одержав победу в гражданской войне в Камбодже. В том же месяце закончилась война во Вьетнаме: северовьетнамские войска захватили Сайгон, — Республика Вьетнам пала и на вьетнамском юге была провозглашена прокоммунистическая Республика Южный Вьетнам. Практически сразу же после этого отношения между двумя странами стали быстро ухудшаться. Уже в мае 1975 года на камбоджийско-южновьетнамской границе произошли первые вооружённые инциденты. Они (как и все последующие) были спровоцированы камбоджийской стороной.
2 июля 1976 года произошло слияние Севера и Юга Вьетнама в Социалистическую Республику Вьетнам. В 1977 году после некоторого затишья произошёл резкий всплеск боевых действий. «Красные кхмеры» переходили границу и убивали мирных вьетнамских жителей. Крупнейшая трагедия произошла в апреле 1978 года в селении Батюк, провинция Анзянг (юг Вьетнама), всё население которого — 3000 человек — было истреблено. «Красными кхмерами» выдвигались воинственные лозунги вроде «Готовы воевать с Вьетнамом 700 лет!». Такие действия не могли остаться безнаказанными, и вьетнамская армия совершила несколько рейдов на территорию Камбоджи. В то же время, «красные кхмеры» уничтожили в стране практически всех этнических вьетнамцев.
В 1977—1978 годах в руководстве Китая обсуждалась возможная отправка контингента китайских войск в Кампучию. В конечном счете победила позиция Дэн Сяопина — войск не отправить, но зато оказывать поддержку для подготовки партизанской войны.
При этом в течение нескольких лет вьетнамское руководство воспринимало агрессию со стороны «красных кхмеров» не как целенаправленную антивьетнамскую политику, а как побочный результат внутренних трений в руководстве «красных кхмеров». «Брат № 2» Нуон Чеа считался «другом Вьетнама» и периодически добивался от вьетнамцев экономической поддержки.
25 декабря 1978 года (по другим данным — месяцем ранее) Вьетнам (ком. Ван Тьен Зунг) начал полномасштабное вторжение в Камбоджу с целью свержения режима «красных кхмеров». 7 января 1979 года был взят Пномпень. Власть была передана Единому фронту национального спасения Кампучии во главе с Хенг Самрином. Эта организация была создана в начале декабря 1978-го и сыграла только второстепенную роль в боевых действиях, однако в идеологических целях именно она была представлена как освободитель камбоджийского народа от тирании Пол Пота. Советская версия свержения режима «красных кхмеров» отличается, ЕФНСК отводится более значительная роль: «Призыв ЕФНСК к свержению ненавистной клики Пол Пота — Иенг Сари нашёл широчайший отклик среди всех слоев кампучийского населения, увидевшего путь к освобождению от кошмара тирании и средневекового варварства. Важное значение для успешного развития революции имел тот факт, что патриотические силы установили контакт с братским Вьетнамом, получили поддержку прогрессивных сил мира. В конце декабря 1978 г. созданные Фронтом Революционные вооружённые силы развернули генеральное наступление в масштабе всей страны. 7 января 1979 г. над столицей Кампучии Пномпенем взвилось красное знамя ЕФНСК с пятью золотыми башнями — символом древнего кхмерского храма Ангкор Ват».

## Оккупация
После потери Пномпеня силы «красных кхмеров» отступили на запад, к кампучийско-тайской границе. Этот район стал местом их базирования на следующие два десятилетия. Тем временем КНР — единственная страна, поддерживавшая близкие связи с режимом Пол Пота — с раздражением наблюдала за происходящим. К этому времени Вьетнам во внешней политике окончательно переориентировался на СССР, с которым у Китая продолжали сохраняться крайне напряжённые отношения. Китайское руководство публично заявило о намерении «преподать Вьетнаму урок» в связи с оккупацией Кампучии, и 17 февраля 1979 года (через 40 дней после взятия Вьетнамской армией столицы Кампучии) китайская армия вторглась во Вьетнам. Война была ожесточённой и скоротечной, — уже к середине марта боевые действия завершились. Формально Вьетнам одержал победу.
После отражения китайской агрессии армия Вьетнама развернула новое наступление против «красных кхмеров». К середине года она контролировала все основные города Кампучии. По иронии судьбы социалистический Вьетнам, до этого три десятилетия использовавший партизанскую тактику против японской, французской и американской регулярных армий, теперь сам был вовлечён в затяжную борьбу с кхмерскими партизанами. Поскольку правительственная армия Хенг Самрина была ещё слишком слаба, Вьетнам продолжал держать в Кампучии воинский контингент с постоянной численностью 170—180 тыс. человек. Ежегодно в первой половине года вьетнамские войска проводили наступательные операции на западе страны, а во второй половине с приходом сезона дождей отходили на свои базы. «Красные кхмеры» продолжали удерживать позиции в районе границы, а также располагали тыловыми базами на территории Таиланда. Это привело к целому ряду столкновений между вьетнамской и тайской армиями. В странах Запада звучали обвинения в адрес Вьетнама в использовании химического оружия (так называемый «жёлтый дождь»), однако убедительных доказательств представлено не было.
Провьетнамский характер политики режима Хенг Самрина не способствовал национальному единению. В рядах «Красных кхмеров» в 1981 году Пол Пот демонстративно уступил часть полномочий, сохраняя фактическое руководство, Коммунистическая партия Кампучии была распущена, а на её основе создана Партия Демократической Кампучии под руководством Кхиеу Сампхана, которая заявила о своем отказе от марксизма-ленинизма, признала принципы рыночной экономики и попросила прощения за репрессии, осуществленные в период правления «красных кхмеров». В июне 1982 года Партия Демократической Кампучии, сторонники принца Сианука (Движение за национальное освобождение) и приверженцы Сон Санна (Национальный фронт освобождения кхмерского народа) образовали Коалиционное правительство Демократической Кампучии, получившее официальное признание ООН. Сианук был объявлен президентом Демократической Кампучии, а Сон Санн — премьер-министром.
Были объединены и скоординированы военные усилия полпотовской Национальной армии Демократической Кампучии (командующий — Сон Сен), сиануковской Национальной армии сианукистов (командующие — Нородом Ранарит, Теап Бен, Нхек Бун Чхай) и сонсанновских Вооружённых сил национального освобождения кхмерского народа (командующие — Дьен Дель, Сак Сутсакан). При этом в военном отношении в коалиции однозначно доминировали «красные кхмеры». Сторонники Сон Санна были значительно слабее, сторонники Сианука располагали формированиями скорее символического свойства.
Укрепление правительственной армии Кампучии и международные перемены привели к тому, что к концу 1980-х годов Вьетнам начал сворачивать своё участие в войне. В сентябре 1989 года было объявлено о полном выводе вьетнамских войск из Кампучии, однако там ещё оставались вьетнамские военные советники. Война между камбоджийским правительством и «красными кхмерами» продолжалась ещё около десятилетия.
Число жертв войны неизвестно. Официальные представители Вьетнамской народной армии давали противоречивые данные о понесённых за 10 лет потерях; согласно их заявлениям, в Камбодже погибло от 15 до 55 тысяч вьетнамских солдат.